# Sankt Arnual
Sankt Arnual (Saint-Arnual en français, Daarle en sarrois) est un quartier de la ville allemande de Sarrebruck en Sarre. Jusqu'en 1897, il avait le statut d'une commune autonome.

## Histoire
Autrefois, les Médiomatriques vivaient ici. À l'époque des Romains, il y avait une garnison romaine sur l'autre rive de la Sarre (au Halberg) et un village gallo-romain au lieu du marché de Saint d'Arle. Vraisemblablement ces deux parties du Vicus Saravus étaient reliées par un pont (en bois ?). Sur les ruines de cette colonie, s'implante le village Merkingen par don du roi mérovingien Theudebert II, dit-on, à l'évêque Arnual (ou encore Arnoald) de Metz. Le document de l'évêque Adventius de Metz qui rapporte cela à l'an 857 (le début de son épiscopat est daté de 858) n'existe plus en version originale, mais seulement quelques récapitulatifs en langue française du XVIIIe siècle. L'évêque Arnoald a fondé là un centre de mission en 600 et y est enterré. Cinq églises différentes ont précédé la collégiale d'aujourd'hui. Des fouilles archéologiques pendant les années 1990 ont mis au jour une sépulture mérovingienne d'importance dans la croisée du transept de la collégiale.
Plus tard, Arnual ayant été canonisé, Merkingen fut renommé Sankt Arnual.
Autour du tombeau, des donations ont permis l'établissement de chanoines augustins, le Chapitre Saint-Arnual (de).
En 1897 le village de Saint d'Arle est rattaché administrativement à Sarrebruck. Le premier aéroport de Sarrebruck qui se trouvait ici jusqu'en 1939, a été remplacé par l'Aéroport de Sarrebruck-Ensheim en 1955.

## Habitants
Le 31 décembre 2005, il y avait 9179 habitants. En 2010 il y en avait 9235.

## Attractions touristiques
- Stiftskirche (église collégiale) avec le tombeau d'Élisabeth de Lorraine-Vaudémont et les comtes de Sarrebruck-Nassau.
- Chemins en rocs au bord de la Sarre
- Keltenstein (« pierre celtique ») (→ celtes)Les Felsenwege de Saint d'Arle

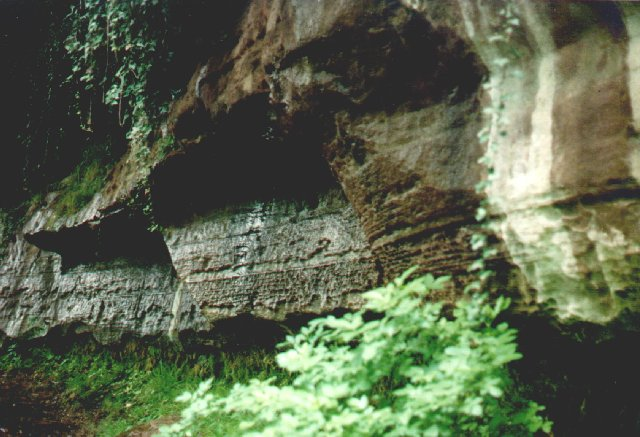
Les Felsenwege de Saint d'Arle